# Essai sur l'origine des langues
Essai sur l'origine des langues (oorspronkelijke titel: Essai sur l'origine des langues où il est parlé de la mélodie et de l'imitation musicale) is een essay, geschreven door Jean-Jacques Rousseau en postuum gepubliceerd in 1781.

## Beschrijving
Rousseau had de intentie om Essai sur l'origine des langues te publiceren als een bundel, die ook de betogen over het theater en Ephraim zou bevatten. In het voorwoord van deze bundel schreef Rousseau dat het essay oorspronkelijk bedoeld was om ingevoegd te worden in het Discours sur l'origine et les fondements de l'inégalité parmi les hommes maar hij had dit plan laten varen omdat het essay te lang en niet passend was binnen die context. In het geschrift verklaarde Rousseau het ontstaan van de talen, waarbij hij eenzelfde literaire vorm gebruikte als bij het tweede Discours. Hij schreef dat de taal, evenals het menselijke ras, zich ontwikkeld had in warme zuidelijke gebieden en vervolgens naar de koelere klimaten in het noorden was gemigreerd. In de perceptie van Rousseau was taal als muziek, met emotionele kracht, tegenovergesteld aan de rationele overtuiging. De koelere klimaten van het noorden hadden de taal echter ontdaan van hun gevoelsmatige karakteristieken, waardoor het een rationele vorm verkreeg. In latere hoofdstukken gebruikte hij muziek als een metafoor om deze verplaatsing van de taal te beargumenteren.
Hoofdstuk negen van het essay gaf een verduidelijking van de ontwikkeling van de mensheid, die uiteindelijk de taal uitvond. Omdat dit onderwerp al enigszins werd behandeld in het tweede Discours vond er later discussie plaats over de vraag of het ene betoog meer autoriteit had dan het andere. Omdat de tekst oorspronkelijk in 1754 was geschreven en in 1763 pas naar een uitgever was gezonden kon echter tamelijk veilig worden aangenomen dat eventuele tegenstrijdigheden tussen dit essay en het tweede Discours toeval waren en niet met opzet zo geschreven. In het derde hoofdstuk van zijn boek De la grammatologie bekritiseerde en analyseerde Jacques Derrida het Essai sur l'origine des langues van Rousseau.
Projet concernant de nouveaux signes pour la musique · Dissertation sur la musique moderne  · Discours sur les sciences et les arts · Discours sur la vertu du héros · Le devin du village · Narcisse ou l'Amant de lui-même · Discours sur l'origine et les fondements de l'inégalité parmi les hommes · Examen de deux principes avancés par M. Rameau · Jugement du Projet de paix perpétuelle de Monsieur l'Abbé de Saint-Pierre · Lettres morales, écrites entre 1757 et 1758, publication posthume en 1888 · Lettre sur la providence · J.-J. Rousseau, Citoyen de Genève, à M. d'Alembert sur les spectacles · Julie, ou la nouvelle Héloïse · Émile, ou De l'éducation, dans lequel est inclus La profession de foi du vicaire savoyard au livre IV · Du contrat social · Lettres écrites de la montagne · Lettres sur la législation de la Corse · Considérations sur le gouvernement de Pologne · Pygmalion · Essai sur l'origine des langues · Projet de constitution pour la Corse · Edictionnaire de musique · Les Confessions · Dialogues, Rousseau juge de Jean-Jacques · Les Rêveries du promeneur solitaire · Émile et Sophie, ou les Solitaires